# Pteris reducta
Pteris reducta är en kantbräkenväxtart som beskrevs av Bak. Pteris reducta ingår i släktet Pteris och familjen Pteridaceae. Inga underarter finns listade.